# نيكولاي فاسيليفيتش ايفانوف
نيكولاي فاسيليفيتش ايفانوف (بالروسية: Николай Васильевич Иванов)‏ (14 يونيو 1980 بييليتس في روسيا - ) هو لاعب كرة قدم روسي في مركز الدفاع. لعب مع توربيدو موسكو ونادي أورينبورغ ونادي تيومين ‏ وFC Vityaz Podolsk ‏ وFC Sodovik Sterlitamak ‏ وFC Volgar Astrakhan ‏ وFC Metallurg Lipetsk ‏ وFC Spartak-UGP Anapa ‏.

## وصلات خارجية
- نيكولاي فاسيليفيتش ايفانوف على موقع قاعدة بيانات كرة القدم.إي يو (الإنجليزية)
- نيكولاي فاسيليفيتش ايفانوف على موقع Soccerway.com (الإنجليزية)